# Baeotis meno
Baeotis meno är en fjärilsart som beskrevs av Doubleday 1847. Baeotis meno ingår i släktet Baeotis och familjen Riodinidae. Inga underarter finns listade i Catalogue of Life.